# 1013 Томбека
1013 Томбека (1013 Tombecka) — астероїд головного поясу, відкритий 17 січня 1924 року.
Тіссеранів параметр щодо Юпітера — 3,314.